# Caragana sinica
Caragana sinica (Chinese 金鵲根: Jīn què-gēn) là một loài thực vật có hoa trong chi Caragana.

## Hình ảnh

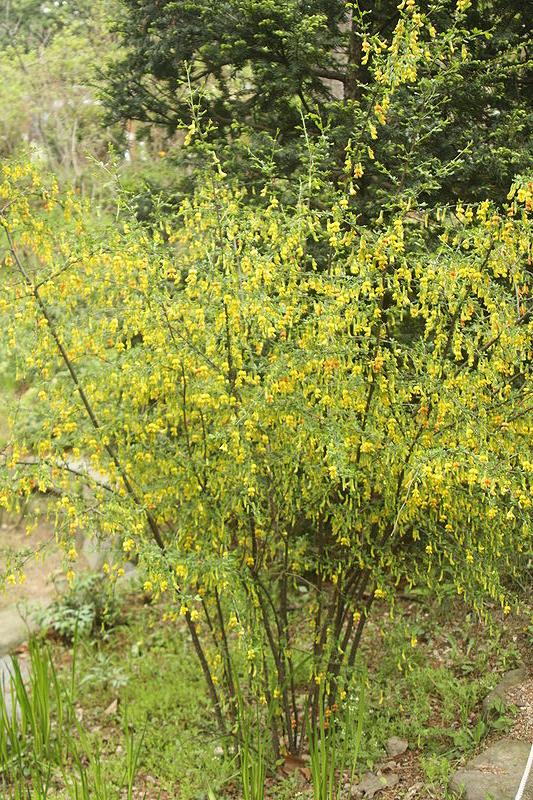
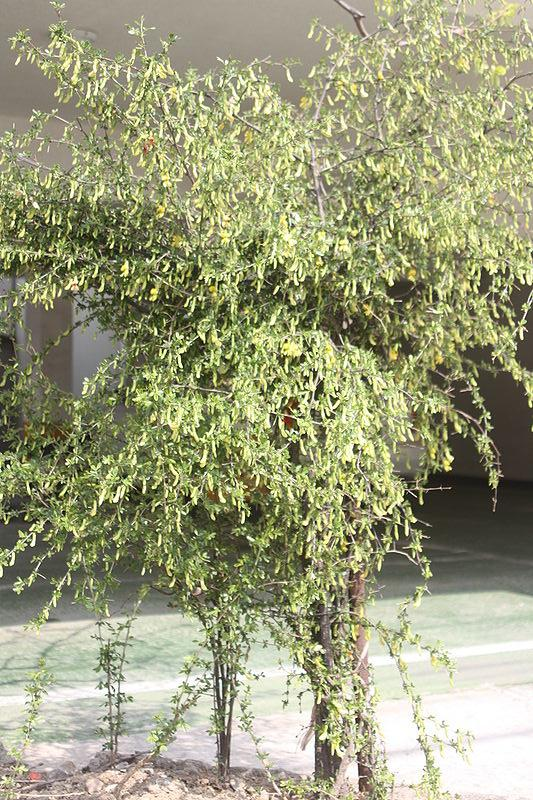
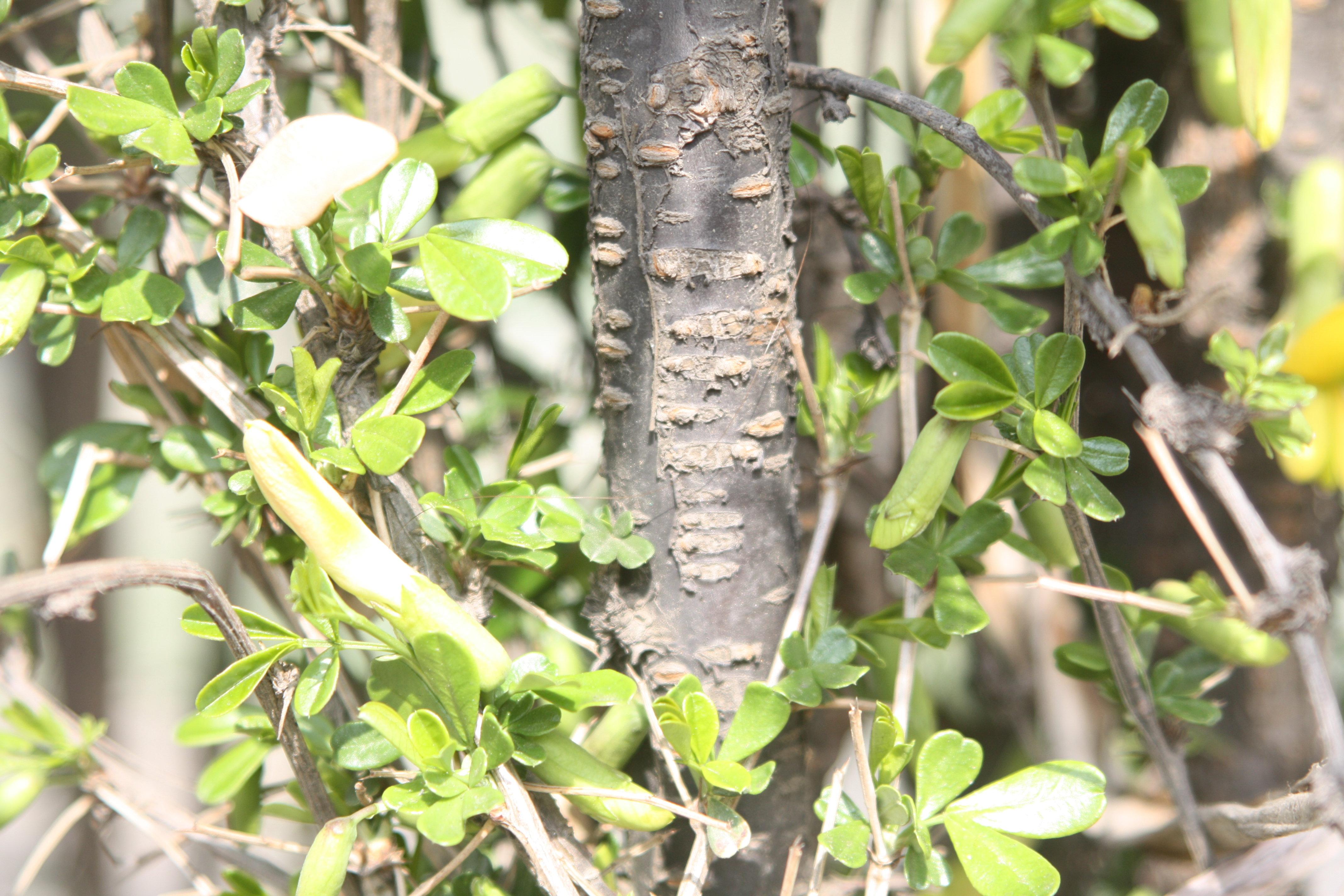
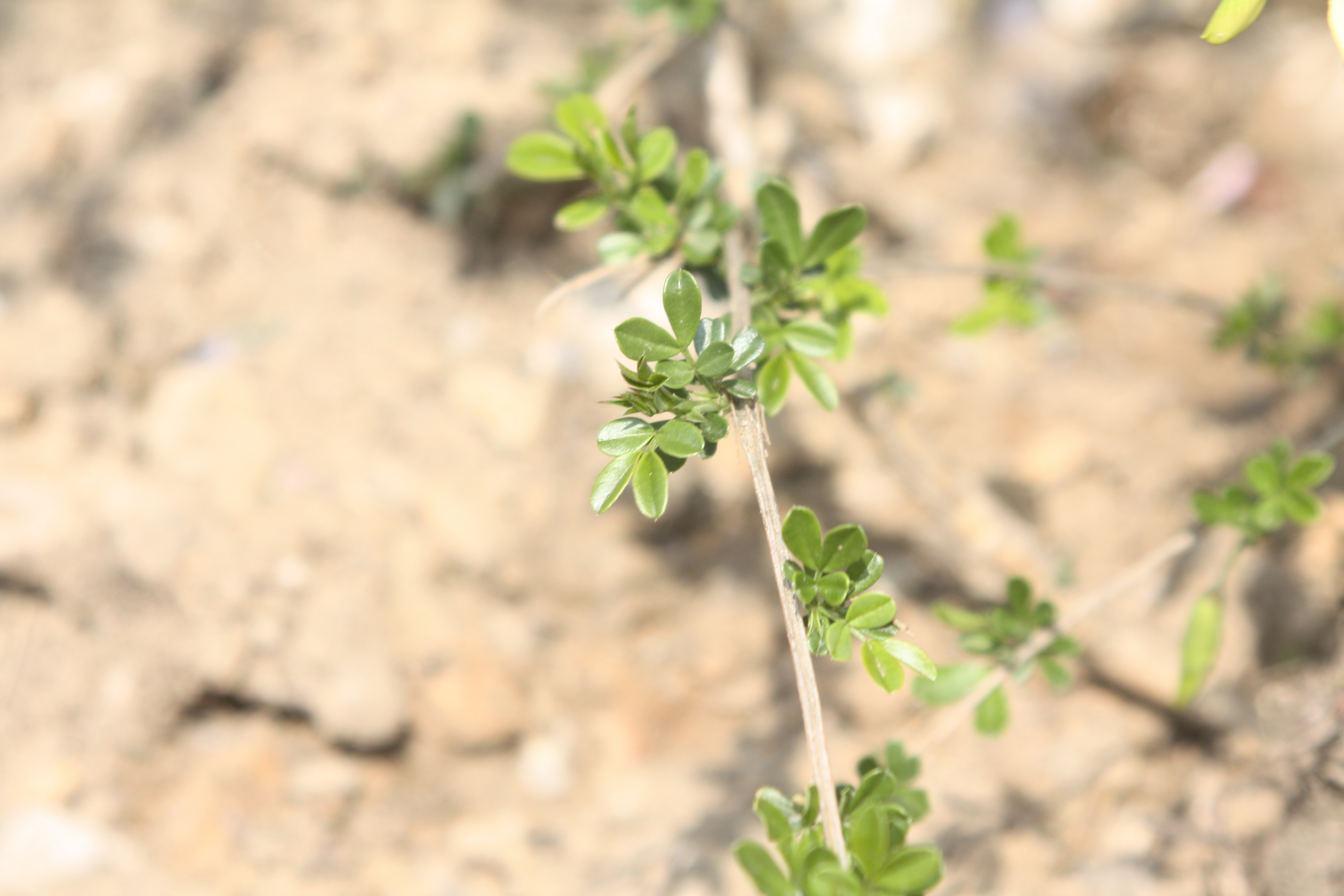